# Danemark aux Jeux olympiques d'hiver de 2014
Le Danemark participe aux Jeux olympiques d'hiver de 2014 à Sotchi en Russie du 7 au 23 février 2014. Il s'agit de sa treizième participation à des Jeux d'hiver.

## Curling

### Tournoi masculin
| Danemark |
| --- |
| Hvidovre CC, Hvidovre Fourth : Rasmus Stjerne Skip : Johnny Frederiksen Second : Mikkel Poulsen Lead : Troels Harry Remplaçant : Lars Vilandt |

| Rang | Pays            | V | D | bp | bc | Manches gagnées | Manches perdues | Manches blanches | Vols pour | Vols contre | Tirs % |
| ---- | --------------- | - | - | -- | -- | --------------- | --------------- | ---------------- | --------- | ----------- | ------ |
| 1    | Allemagne       | 0 | 0 | 0  | 0  | 0               | 0               | 0                | 0         | 0           | 0      |
| 2    | Canada          | 0 | 0 | 0  | 0  | 0               | 0               | 0                | 0         | 0           | 0      |
| 3    | Chine           | 0 | 0 | 0  | 0  | 0               | 0               | 0                | 0         | 0           | 0      |
| 4    | Danemark        | 0 | 0 | 0  | 0  | 0               | 0               | 0                | 0         | 0           | 0      |
| 5    | États-Unis      | 0 | 0 | 0  | 0  | 0               | 0               | 0                | 0         | 0           | 0      |
| 6    | Grande-Bretagne | 0 | 0 | 0  | 0  | 0               | 0               | 0                | 0         | 0           | 0      |
| 7    | Norvège         | 0 | 0 | 0  | 0  | 0               | 0               | 0                | 0         | 0           | 0      |
| 8    | Russie          | 0 | 0 | 0  | 0  | 0               | 0               | 0                | 0         | 0           | 0      |
| 9    | Suède           | 0 | 0 | 0  | 0  | 0               | 0               | 0                | 0         | 0           | 0      |
| 10   | Suisse          | 0 | 0 | 0  | 0  | 0               | 0               | 0                | 0         | 0           | 0      |

Les quatre premières équipes en tête à la fin du premier tour sont qualifiées directement pour les demi-finales.
| Équipes  | 1 | 2 | 3 | 4 | 5 | 6 | 7 | 8 | 9 | 10 | 11 | Total |
| -------- | - | - | - | - | - | - | - | - | - | -- | -- | ----- |
| Danemark | - | - | - | - | - | - | - | - | - | -  | -  | -     |
| Chine    | - | - | - | - | - | - | - | - | - | -  | -  | -     |

| Équipes  | 1 | 2 | 3 | 4 | 5 | 6 | 7 | 8 | 9 | 10 | 11 | Total |
| -------- | - | - | - | - | - | - | - | - | - | -- | -- | ----- |
| Danemark | - | - | - | - | - | - | - | - | - | -  | -  | -     |
| Russie   | - | - | - | - | - | - | - | - | - | -  | -  | -     |

| Équipes    | 1 | 2 | 3 | 4 | 5 | 6 | 7 | 8 | 9 | 10 | 11 | Total |
| ---------- | - | - | - | - | - | - | - | - | - | -- | -- | ----- |
| Danemark   | - | - | - | - | - | - | - | - | - | -  | -  | -     |
| États-Unis | - | - | - | - | - | - | - | - | - | -  | -  | -     |

| Équipes  | 1 | 2 | 3 | 4 | 5 | 6 | 7 | 8 | 9 | 10 | 11 | Total |
| -------- | - | - | - | - | - | - | - | - | - | -- | -- | ----- |
| Danemark | - | - | - | - | - | - | - | - | - | -  | -  | -     |
| Suède    | - | - | - | - | - | - | - | - | - | -  | -  | -     |

| Équipes  | 1 | 2 | 3 | 4 | 5 | 6 | 7 | 8 | 9 | 10 | 11 | Total |
| -------- | - | - | - | - | - | - | - | - | - | -- | -- | ----- |
| Canada   | - | - | - | - | - | - | - | - | - | -  | -  | -     |
| Danemark | - | - | - | - | - | - | - | - | - | -  | -  | -     |

| Équipes         | 1 | 2 | 3 | 4 | 5 | 6 | 7 | 8 | 9 | 10 | 11 | Total |
| --------------- | - | - | - | - | - | - | - | - | - | -- | -- | ----- |
| Grande-Bretagne | - | - | - | - | - | - | - | - | - | -  | -  | -     |
| Danemark        | - | - | - | - | - | - | - | - | - | -  | -  | -     |

| Équipes  | 1 | 2 | 3 | 4 | 5 | 6 | 7 | 8 | 9 | 10 | 11 | Total |
| -------- | - | - | - | - | - | - | - | - | - | -- | -- | ----- |
| Danemark | - | - | - | - | - | - | - | - | - | -  | -  | -     |
| Suisse   | - | - | - | - | - | - | - | - | - | -  | -  | -     |

| Équipes   | 1 | 2 | 3 | 4 | 5 | 6 | 7 | 8 | 9 | 10 | 11 | Total |
| --------- | - | - | - | - | - | - | - | - | - | -- | -- | ----- |
| Allemagne | - | - | - | - | - | - | - | - | - | -  | -  | -     |
| Danemark  | - | - | - | - | - | - | - | - | - | -  | -  | -     |

Session 12 - lundi 17 février 2014, à 14h00
| Équipes  | 1 | 2 | 3 | 4 | 5 | 6 | 7 | 8 | 9 | 10 | 11 | Total |
| -------- | - | - | - | - | - | - | - | - | - | -- | -- | ----- |
| Norvège  | - | - | - | - | - | - | - | - | - | -  | -  | -     |
| Danemark | - | - | - | - | - | - | - | - | - | -  | -  | -     |

### Tournoi féminin
| Danemark |
| --- |
| Hvidovre CC, Hvidovre Skip : Lene Nielsen Third : Helle Simonsen Second : Jeanne Ellegaard Lead : Maria Poulsen Remplaçante : Mette de Neergaard |

| Rang | Pays            | V | D | bp | bc | Manches gagnées | Manches perdues | Manches blanches | Vols pour | Vols contre | Tirs % |
| ---- | --------------- | - | - | -- | -- | --------------- | --------------- | ---------------- | --------- | ----------- | ------ |
| 1    | Canada          | 0 | 0 | 0  | 0  | 0               | 0               | 0                | 0         | 0           | 0      |
| 2    | Chine           | 0 | 0 | 0  | 0  | 0               | 0               | 0                | 0         | 0           | 0      |
| 3    | Corée du Sud    | 0 | 0 | 0  | 0  | 0               | 0               | 0                | 0         | 0           | 0      |
| 4    | Danemark        | 0 | 0 | 0  | 0  | 0               | 0               | 0                | 0         | 0           | 0      |
| 5    | États-Unis      | 0 | 0 | 0  | 0  | 0               | 0               | 0                | 0         | 0           | 0      |
| 6    | Grande-Bretagne | 0 | 0 | 0  | 0  | 0               | 0               | 0                | 0         | 0           | 0      |
| 7    | Japon           | 0 | 0 | 0  | 0  | 0               | 0               | 0                | 0         | 0           | 0      |
| 8    | Russie          | 0 | 0 | 0  | 0  | 0               | 0               | 0                | 0         | 0           | 0      |
| 9    | Suède           | 0 | 0 | 0  | 0  | 0               | 0               | 0                | 0         | 0           | 0      |
| 10   | Suisse          | 0 | 0 | 0  | 0  | 0               | 0               | 0                | 0         | 0           | 0      |

Les quatre premières équipes en tête à la fin du premier tour sont qualifiées directement pour les demi-finales.
| Équipes  | 1 | 2 | 3 | 4 | 5 | 6 | 7 | 8 | 9 | 10 | 11 | Total |
| -------- | - | - | - | - | - | - | - | - | - | -- | -- | ----- |
| Russie   | - | - | - | - | - | - | - | - | - | -  | -  | -     |
| Danemark | - | - | - | - | - | - | - | - | - | -  | -  | -     |

| Équipes  | 1 | 2 | 3 | 4 | 5 | 6 | 7 | 8 | 9 | 10 | 11 | Total |
| -------- | - | - | - | - | - | - | - | - | - | -- | -- | ----- |
| Suisse   | - | - | - | - | - | - | - | - | - | -  | -  | -     |
| Danemark | - | - | - | - | - | - | - | - | - | -  | -  | -     |

| Équipes  | 1 | 2 | 3 | 4 | 5 | 6 | 7 | 8 | 9 | 10 | 11 | Total |
| -------- | - | - | - | - | - | - | - | - | - | -- | -- | ----- |
| Danemark | - | - | - | - | - | - | - | - | - | -  | -  | -     |
| Japon    | - | - | - | - | - | - | - | - | - | -  | -  | -     |

| Équipes  | 1 | 2 | 3 | 4 | 5 | 6 | 7 | 8 | 9 | 10 | 11 | Total |
| -------- | - | - | - | - | - | - | - | - | - | -- | -- | ----- |
| Canada   | - | - | - | - | - | - | - | - | - | -  | -  | -     |
| Danemark | - | - | - | - | - | - | - | - | - | -  | -  | -     |

| Équipes  | 1 | 2 | 3 | 4 | 5 | 6 | 7 | 8 | 9 | 10 | 11 | Total |
| -------- | - | - | - | - | - | - | - | - | - | -- | -- | ----- |
| Suède    | - | - | - | - | - | - | - | - | - | -  | -  | -     |
| Danemark | - | - | - | - | - | - | - | - | - | -  | -  | -     |

| Équipes    | 1 | 2 | 3 | 4 | 5 | 6 | 7 | 8 | 9 | 10 | 11 | Total |
| ---------- | - | - | - | - | - | - | - | - | - | -- | -- | ----- |
| États-Unis | - | - | - | - | - | - | - | - | - | -  | -  | -     |
| Danemark   | - | - | - | - | - | - | - | - | - | -  | -  | -     |

| Équipes  | 1 | 2 | 3 | 4 | 5 | 6 | 7 | 8 | 9 | 10 | 11 | Total |
| -------- | - | - | - | - | - | - | - | - | - | -- | -- | ----- |
| Danemark | - | - | - | - | - | - | - | - | - | -  | -  | -     |
| Chine    | - | - | - | - | - | - | - | - | - | -  | -  | -     |

| Équipes      | 1 | 2 | 3 | 4 | 5 | 6 | 7 | 8 | 9 | 10 | 11 | Total |
| ------------ | - | - | - | - | - | - | - | - | - | -- | -- | ----- |
| Danemark     | - | - | - | - | - | - | - | - | - | -  | -  | -     |
| Corée du Sud | - | - | - | - | - | - | - | - | - | -  | -  | -     |

Session 12 - lundi 17 février 2014, à 19h00
| Équipes         | 1 | 2 | 3 | 4 | 5 | 6 | 7 | 8 | 9 | 10 | 11 | Total |
| --------------- | - | - | - | - | - | - | - | - | - | -- | -- | ----- |
| Danemark        | - | - | - | - | - | - | - | - | - | -  | -  | -     |
| Grande-Bretagne | - | - | - | - | - | - | - | - | - | -  | -  | -     |